# Grenze zwischen Burkina Faso und Togo

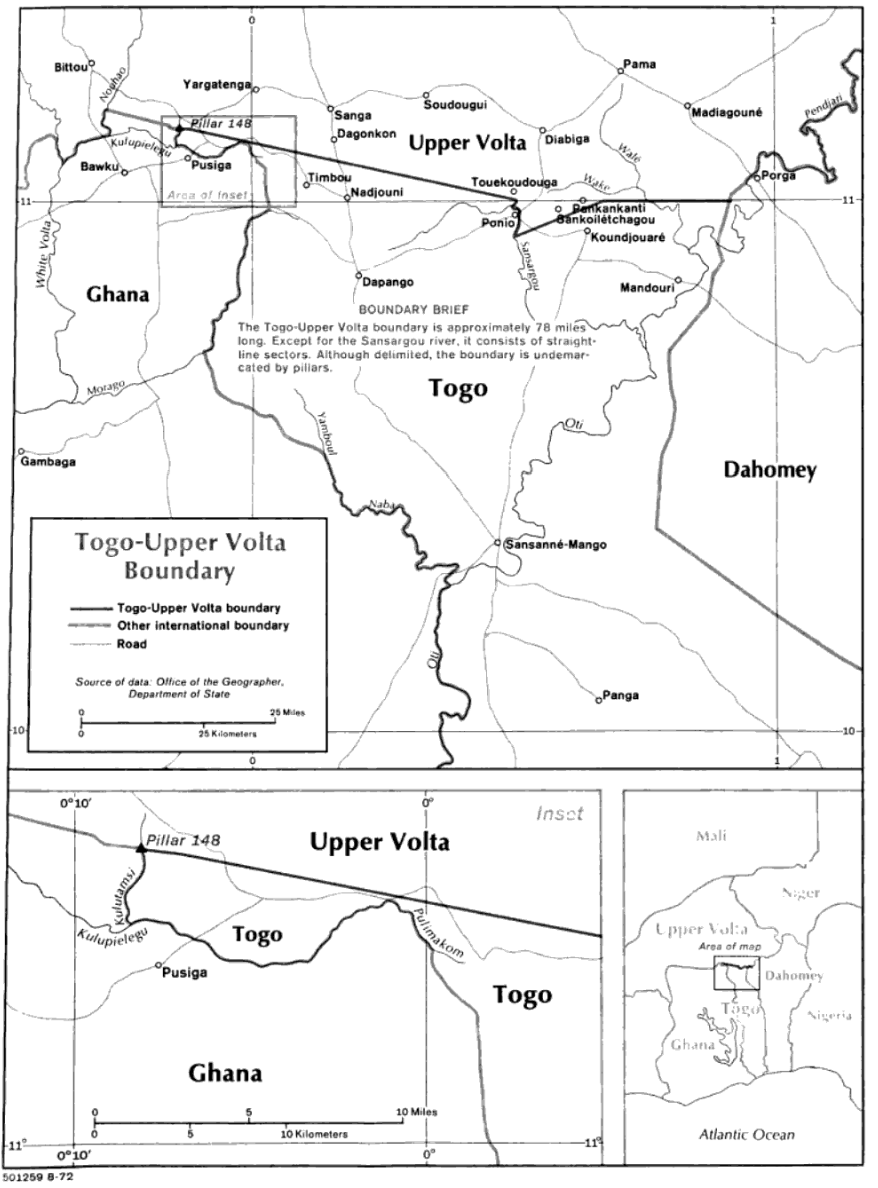
Karte des Grenzverlaufs (Burkina Faso noch als Upper Volta)

Die Grenze zwischen Burkina Faso und Togo trennt als internationale Landgrenze diese beiden Staaten. Die Länge der Landgrenze wird mit 126 km oder mit 131 km angegeben (nach der CIA-Karte „approximately 78 miles“). Sie verläuft vom Dreiländereck mit Ghana zum Dreiländereck mit Benin.

## Geschichte
Die Grenzziehung geht auf den Wettlauf um Afrika in den 1880er Jahren zurück. Auf der Berliner Kongokonferenz im Jahr 1884 bestimmten die europäischen Mächte ihre Ansprüche in Afrika. Dadurch erhielt Frankreich u. a. die Kontrolle über das obere Tal des Niger-Flusses und damit der heutigen Staaten Burkina Faso, Mali und Niger. Die zunächst vom französischen Militär verwalteten Gebiete wurden ab 1904 als Obersenegal und Niger der Kolonie Französisch-Westafrika (AOF) zugeordnet. Das damalige Obervolta (heute Burkina Faso) wurde 1919 als selbstständige Kolonie abgespalten. Sein Territorium wurde 1932 unter den Nachbarkolonien Französisch-Sudan, Niger und Elfenbeinküste aufgeteilt. 1947 wurde die Kolonie Obervolta wieder hergestellt. In Togo schloss das Deutsche Reich ab Juli 1884 Schutzverträge mit Herrschern an der Küste ab. Die deutsche Herrschaft dehnte sich schrittweise in das Hinterland aus. Frankreich und das Deutsche Reich schlossen am 23. Juli 1897 eine Grenzvereinbarung, die am 28. September 1912 präzisiert wurde. Im Ersten Weltkrieg wurde Togo von britischen und französischen Truppen besetzt und im Versailler Vertrag abgetreten. Anschließend wurde es aufgeteilt und unter französische (Ostteil) und britische (Westteil) Treuhandverwaltung des Völkerbunds gestellt. Die Trennlinie wurde am 10. Juli 1919 festgelegt. Der Westteil wurde nach einer Volksabstimmung 1956 an die britische Kolonie Goldküste (heute Ghana) angegliedert. Damit verkürzte sich die Grenze auf den französisch verwalteten Ostteil Togos. Aus dem Ostteil wurde 1960 die Republik Togo.

## Grenzverlauf
Vom in einem togolesischen Landvorsprung nach Westen gelegenen Dreiländereck mit Ghana (Grenzstein 148; 11°8'24"N, 0°8'24"W) führt die Grenze geradlinig nach Südosten und weiter eine kurze Strecke entlang dem Sansargou, einem rechten Nebenfluss des Pendjari, nach Süden und weiter geradlinig nach Nordosten, bis der 11. nördliche Breitengrad erreicht wird. Auf diesem verläuft die Grenze bis zum Dreiländereck mit Benin (11°0'0"N, 0°54'36"E).

## Grenzübergang
Der Hauptgrenzübergang liegt in Senkase-Bitou an der Straße von Dapaong (Togo) nach Koupéla (Burkina Faso). Das Grenzgebiet gilt als unsicher. Von Reisen in das unmittelbare Grenzgebiet zu Burkina Faso wird dringend abgeraten.

## Orte in Grenznähe

### Burkina Faso
- Pouniouassankoto
- Dagonkon
- Touekoudouga

### Togo
- Timbou
- Nadjouni
- Koundjouare
- Ponio
- Senkase